# Élections sénatoriales de 2020 aux Îles Mariannes du Nord
Les élections sénatoriales de 2020 aux Îles Mariannes du Nord ont lieu le 3 novembre 2020 afin de renouveler un tiers des 9 membres du Sénat des Îles Mariannes du Nord, un territoire non incorporé et organisé des États-Unis.

## Système électoral
Les Îles Mariannes du Nord sont dotées d'un parlement bicaméral, la Législature, dont le Sénat est la chambre haute. Ce dernier est doté de neuf sièges renouvelés selon un cycle particulier.
Le territoire est divisé en trois circonscriptions électorales de trois sièges chacune. Tous les quatre ans, l'ensemble des sièges sont pourvus au scrutin majoritaire plurinominal. Les électeurs disposent d'autant de voix que de sièges à pourvoir dans leur circonscription, et les utilisent à raison d'une voix par candidat. Dans chacune des circonscriptions, les deux candidats élus avec le plus de suffrages le sont pour un mandat de quatre ans, tandis que le troisième l'est pour un mandat de deux ans. 
Des élections sont par conséquent organisées à mi mandat du reste du sénat pour les trois sièges pourvus pour deux ans, qui le sont alors au scrutin uninominal majoritaire à un tour. Les élections de 2020  correspondent à ce type de renouvellement par tiers,.

## Résultats
|                          |                       |        |       |             |        |        |             |               |  |  |  |  |  |  |
| Partis                   | Partis                | Voix   | %     | Sièges      | Sièges | Sièges | Sièges      | Sièges        |  |  |  |  |  |  |
| Partis                   | Partis                | Voix   | %     | Total avant | En jeu | Élus   | Total après | +/-           |  |  |  |  |  |  |
|                          | Parti républicain (R) | 6 252  | 49,58 | 7           | 2      | 1      | 6           | 1             |  |  |  |  |  |  |
|                          | Parti démocrate (D)   | 5 636  | 44,70 | 0           | 0      | 1      | 1           | 1             |  |  |  |  |  |  |
|                          | Indépendants          | 721    | 5,72  | 2           | 1      | 1      | 2           | en stagnation |  |  |  |  |  |  |
|                          |                       |        |       |             |        |        |             |               |  |  |  |  |  |  |
| Votes valides            | Votes valides         | 12 609 |       |             |        |        |             |               |  |  |  |  |  |  |
| Votes blancs et nuls     |                       |        |       |             |        |        |             |               |  |  |  |  |  |  |
| Total                    | Total                 |        | 100   | 9           | 3      | 3      | 9           | en stagnation |  |  |  |  |  |  |
| Abstentions              |                       |        |       |             |        |        |             |               |  |  |  |  |  |  |
| Inscrits / participation |                       |        |       |             |        |        |             |               |  |  |  |  |  |  |